# 伊利教區
聖公會伊利教區（英語：Diocese of Ely）是英格蘭教會坎特伯雷教省下面的一個教區。成立於1109年。
轄區包括劍橋郡（彼得伯勒司法管轄區除外）及諾福克郡西部，座堂是伊利座堂，現任主教為史蒂芬·康威。下分一個副主教區、兩個會吏長區及會吏區若干，管理303個堂區。